# Norfolk-Treherne
Norfolk-Treherne es un municipio canadiense situado en la provincia de Manitoba.

## Superficie
Norfolk-Treherne tiene una superficie de 737,9 km².

## Demografía
En 2021, tenía 1770 habitantes, una densidad poblacional de 2,4 hab./km², y 685 viviendas.